# 圣方济各堂 (毕尔巴鄂)
圣方济各堂（Iglesia de San Francisco de Asís）是一座罗马天主教堂区教堂，19世纪末折衷主义-新哥特式建筑，位于西班牙巴斯克自治区比斯开省毕尔巴鄂。主立面位于calle Hurtado de Amézaga街，靠近plaza Zabalburu广场。 

## 历史
这座建筑于1890年6月30日开工建造，由毕尔巴鄂建筑师路易斯·德兰德乔和乌里埃（Luis de Landecho y Urriés）设计，用Oitz山的砂岩建造，获得当年马德里美术展的金质奖章。1896年10月16日竣工，几个月后开放使用，1902年11月9日成立堂区。钟楼于1906年完工，正立面中央的玫瑰窗完成于1909年。 
2000年11月14日，这座建筑公布为西班牙文化财产。

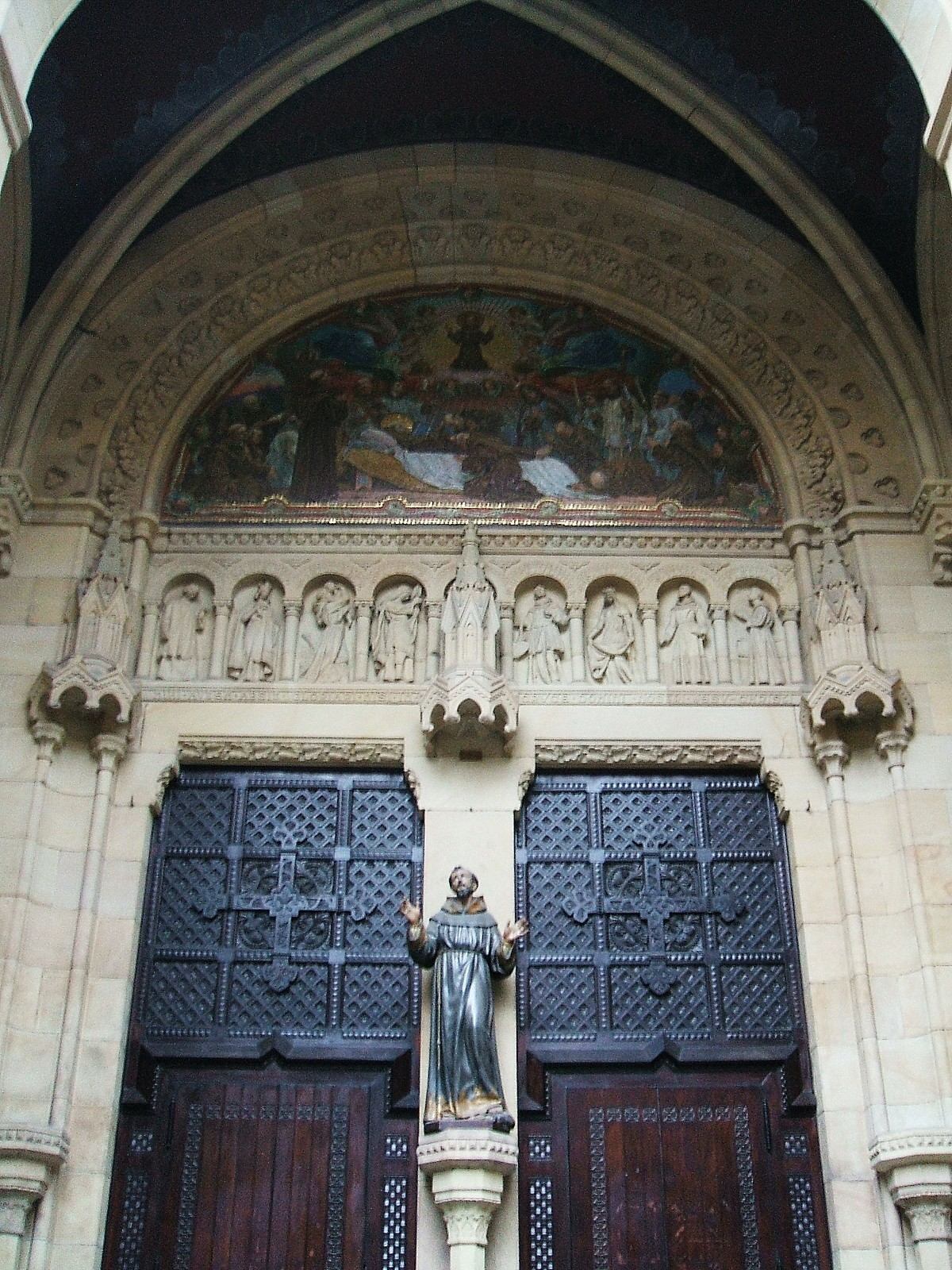
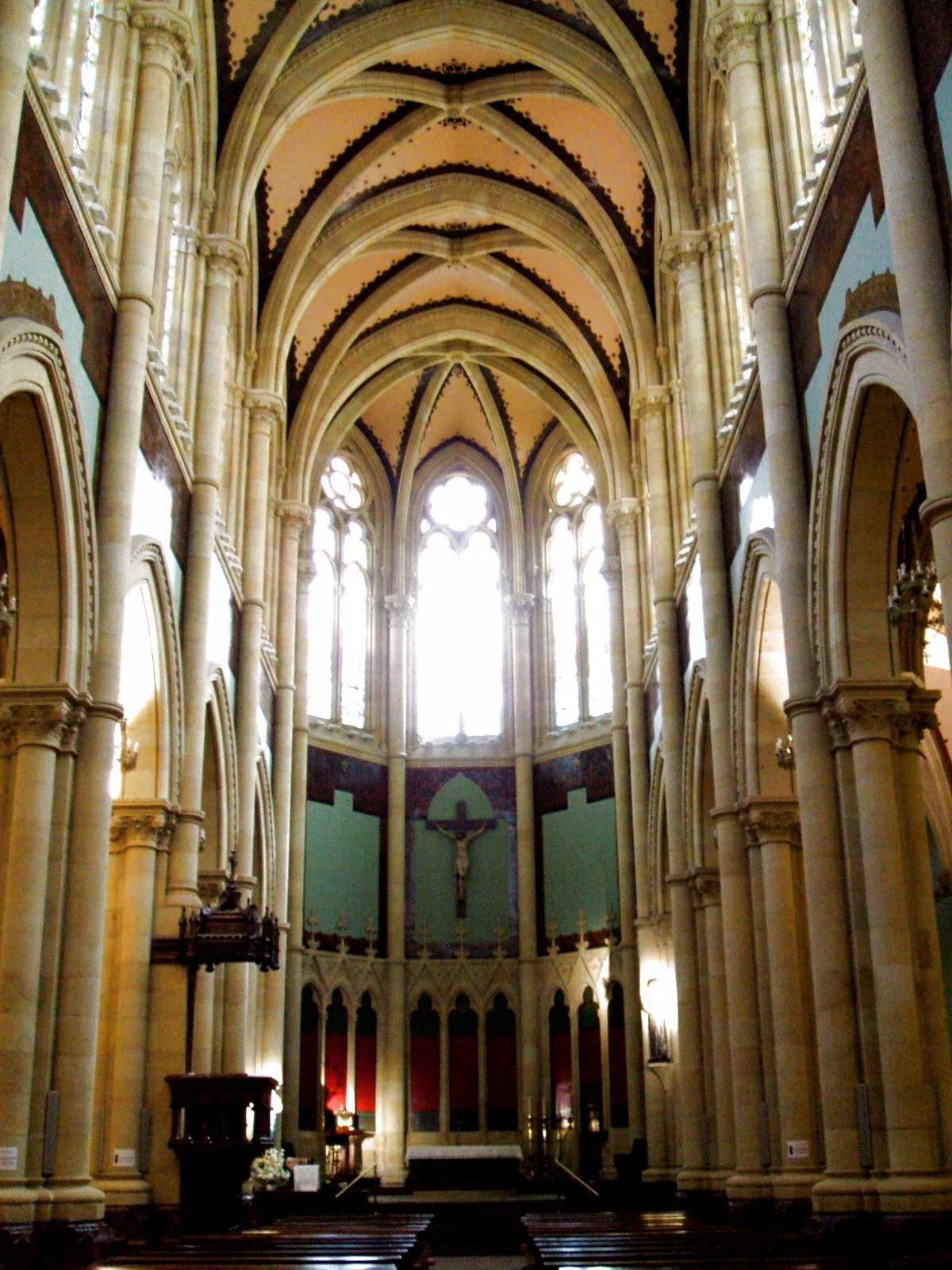
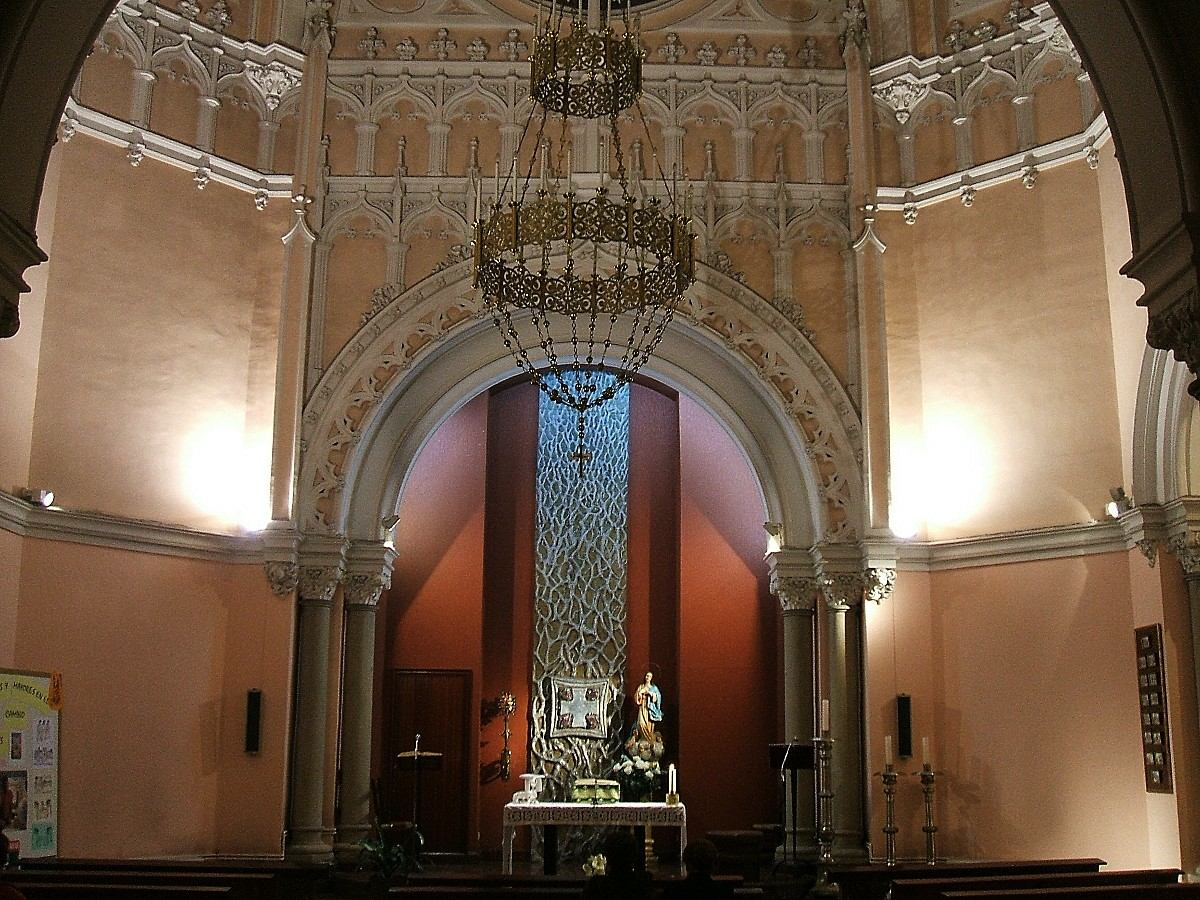
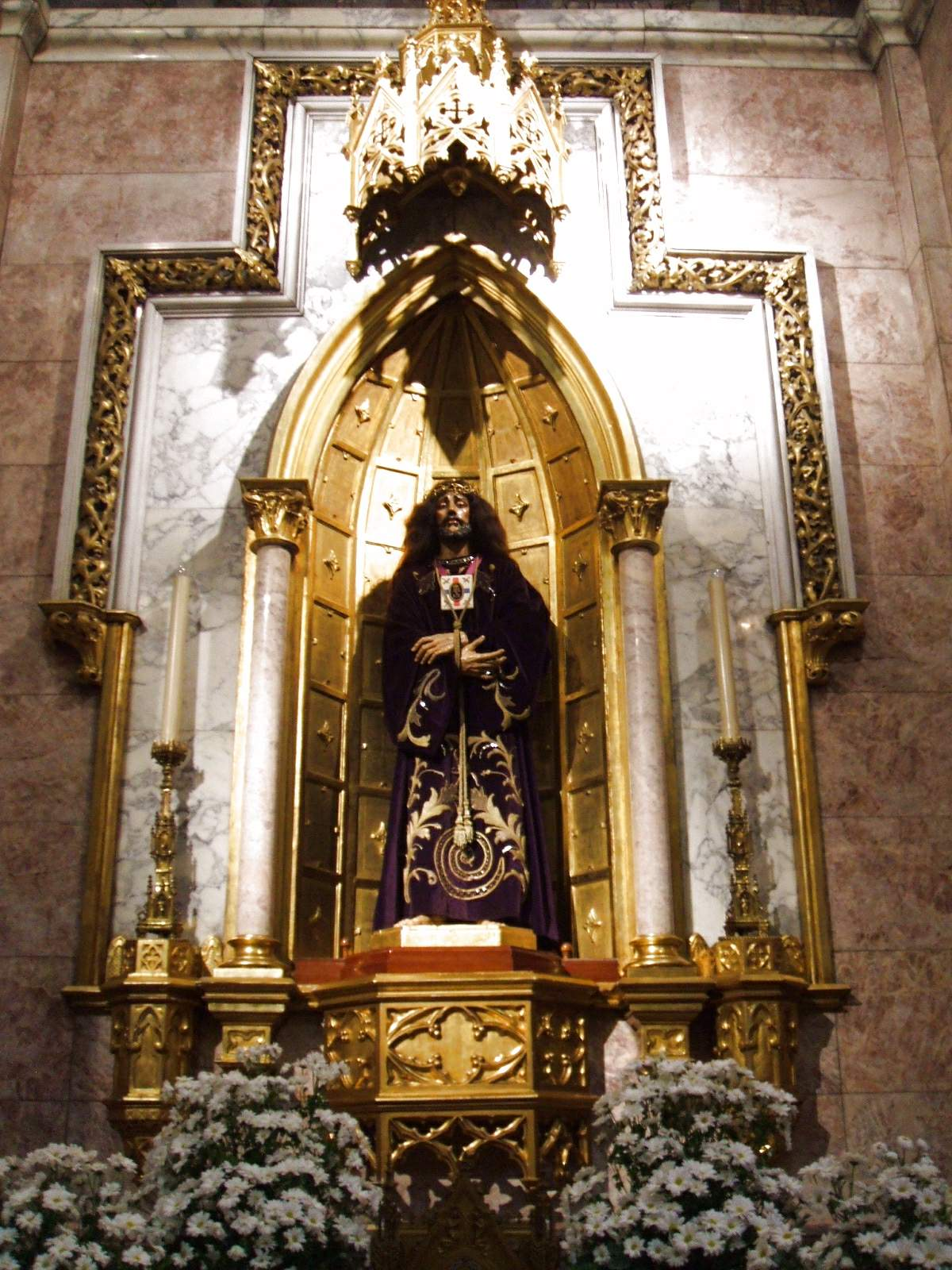
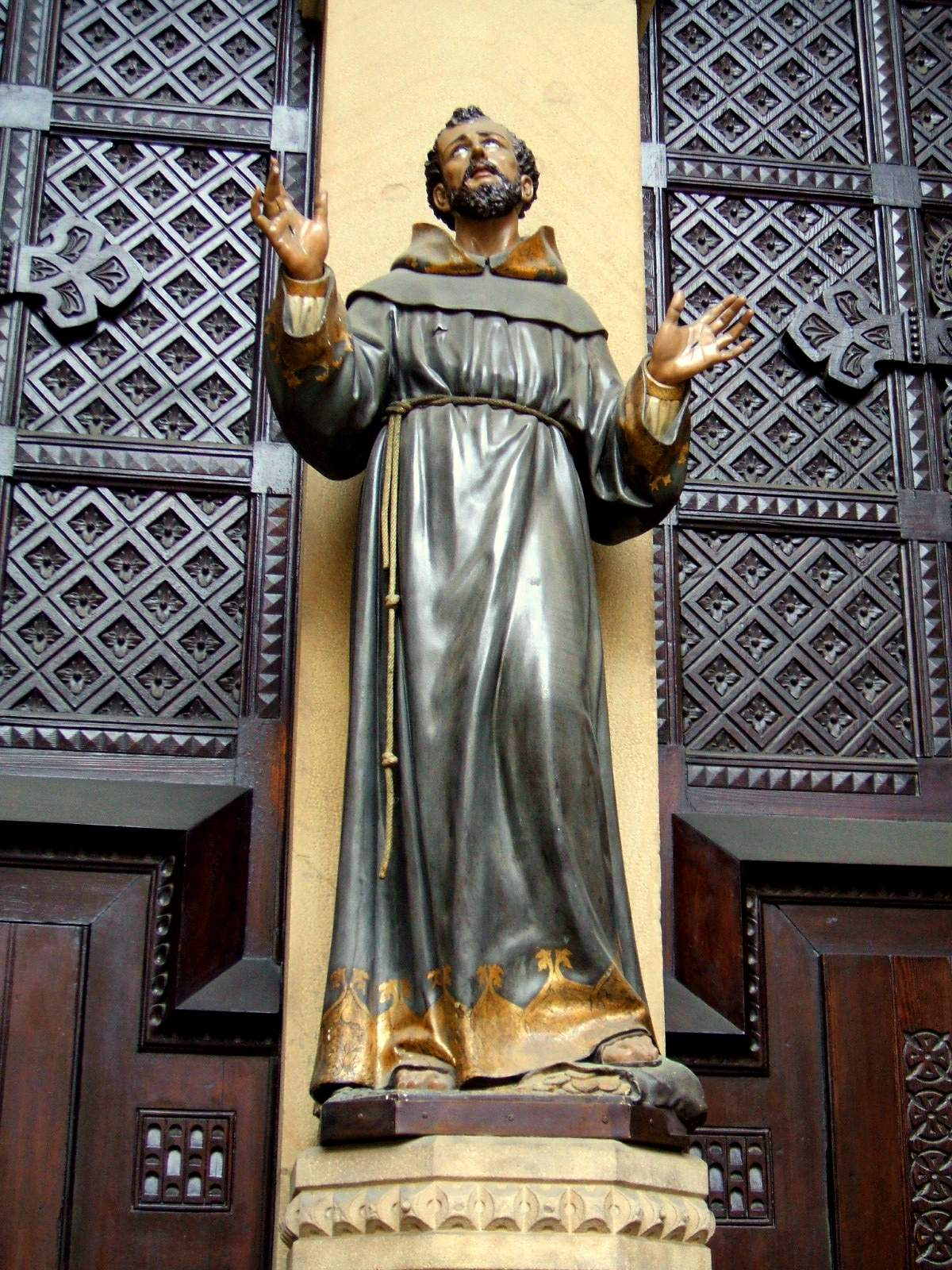
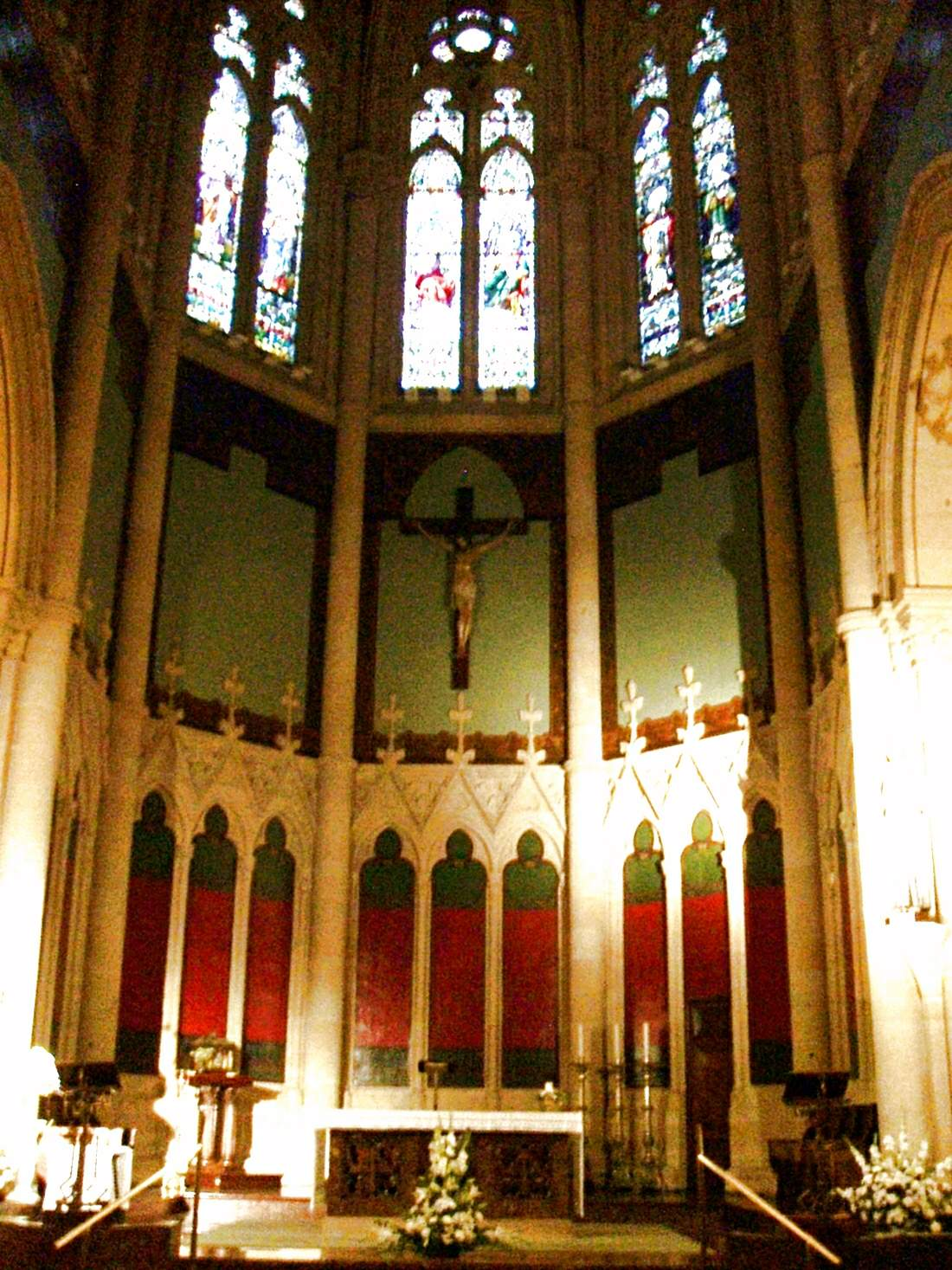
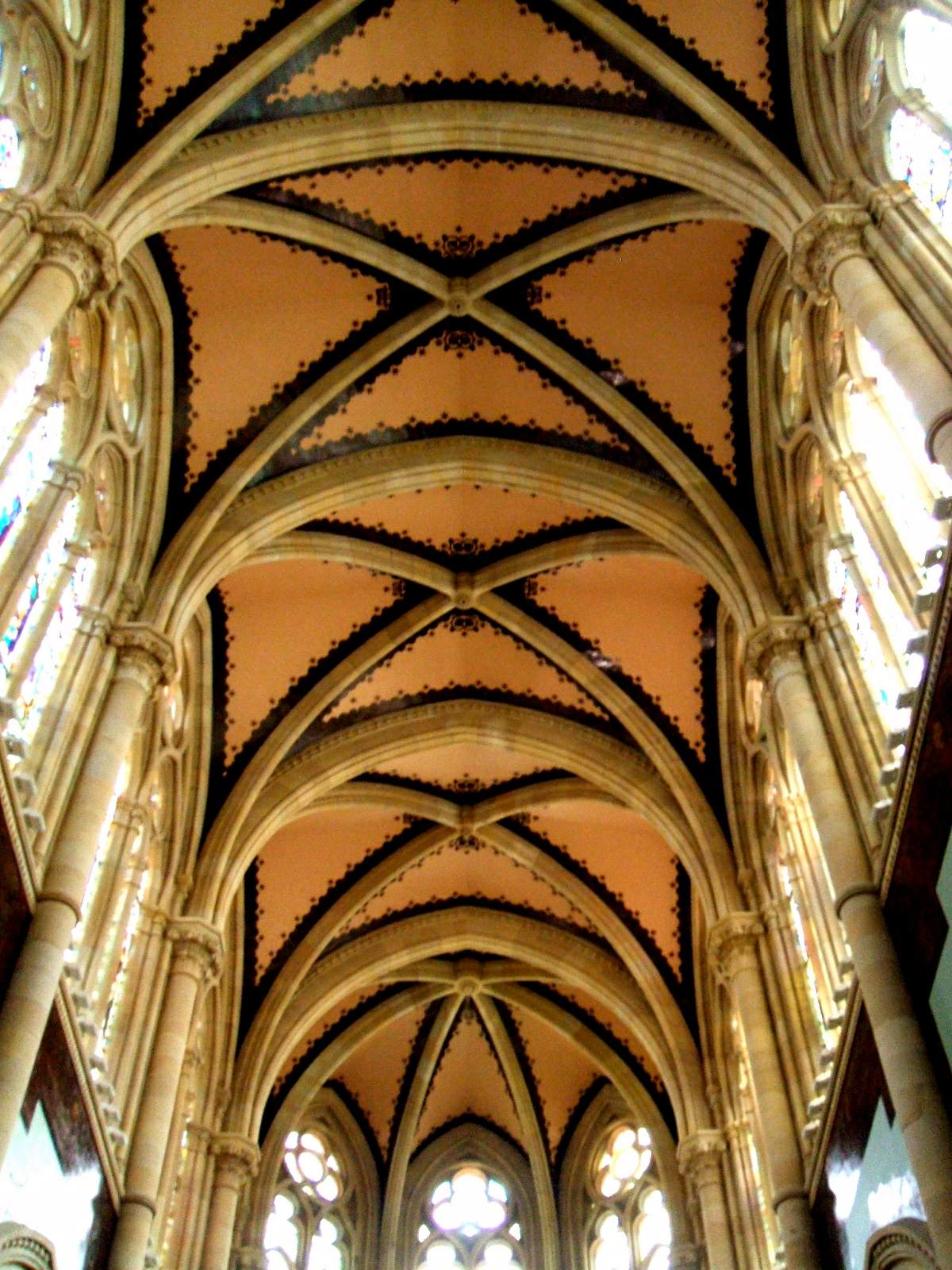
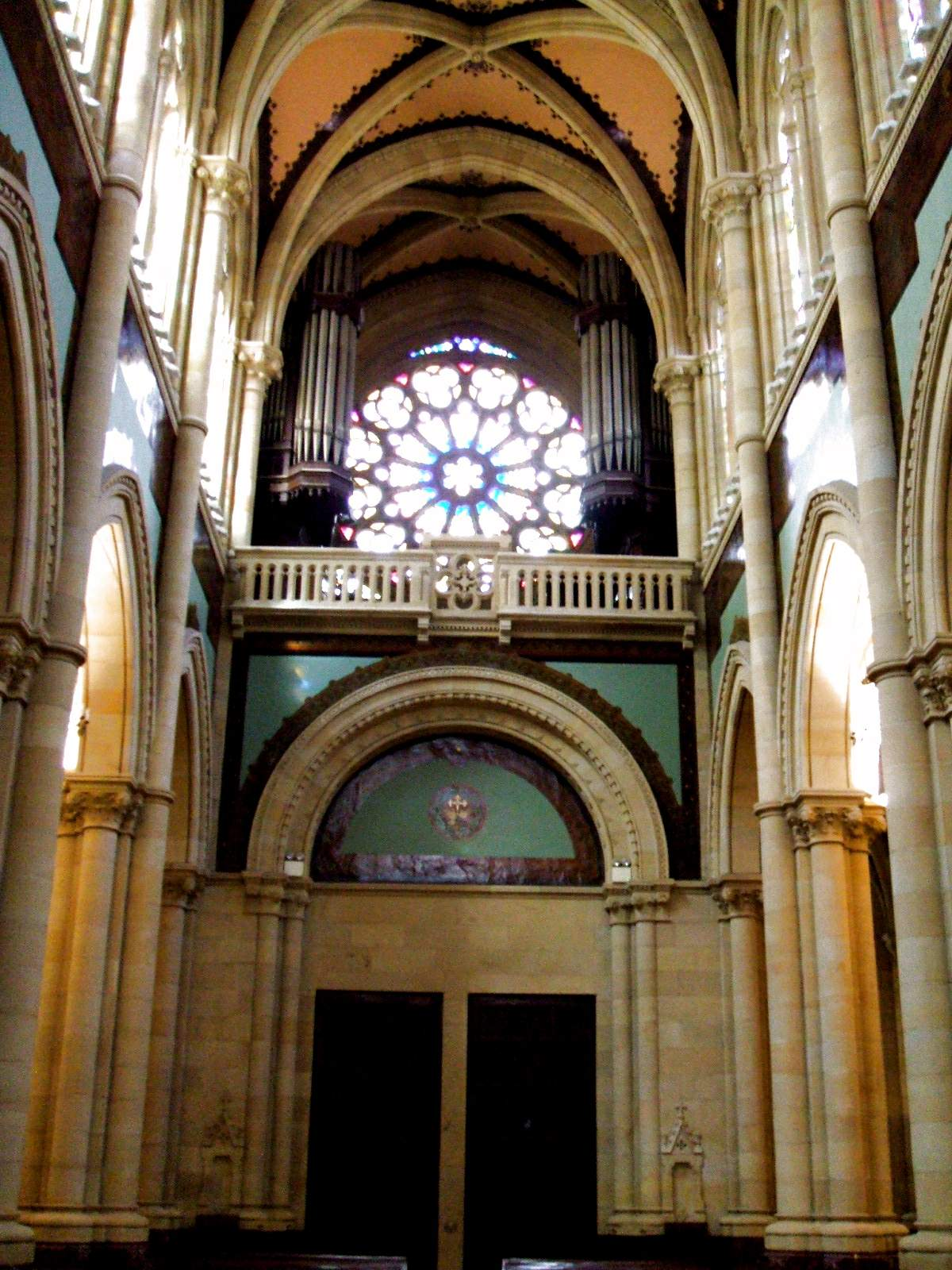
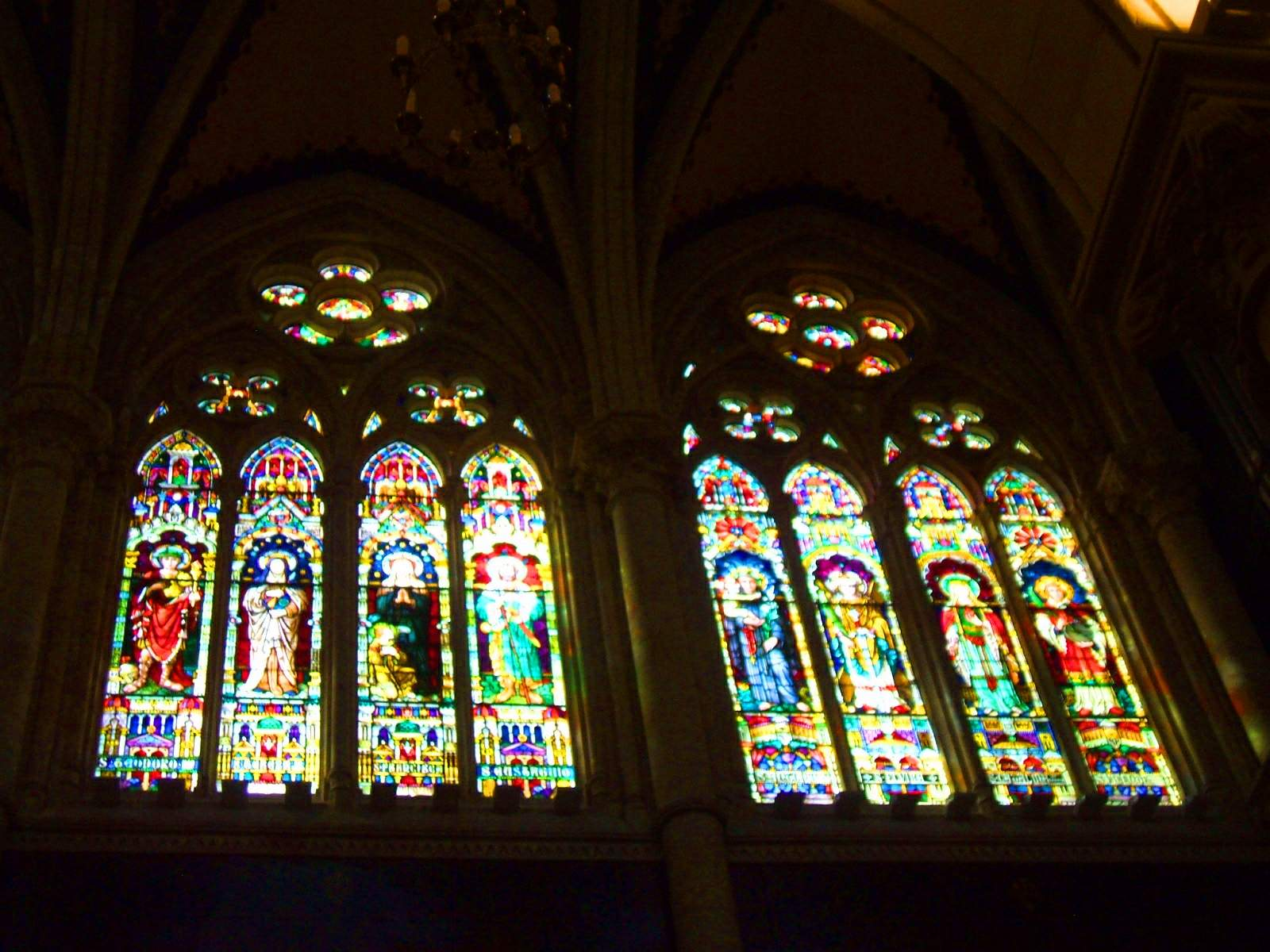
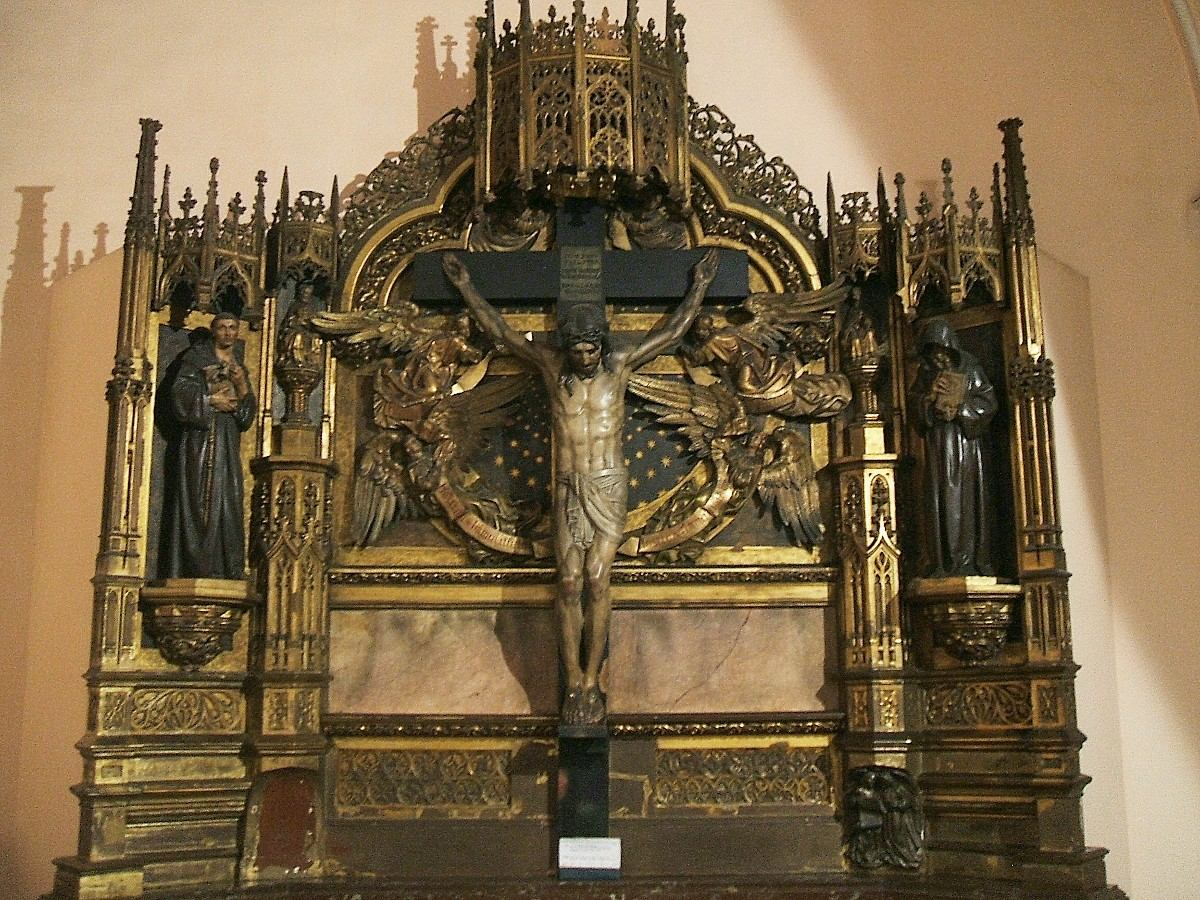